# Skrapz
Skrapz, pseudonimo di Christopher Kyei (Londra, 11 novembre 1986), è un rapper britannico.

## Biografia
The End of the Beginning, primo album in studio dell'artista, ha fatto il proprio debutto al 48º posto della Official Albums Chart. Ha conseguito risultati migliori col disco successivo, Different Cloth (2017), entrato al 33º posto nella suddetta classifica.
Be Right Back (2021), quarto mixtape, si è fermato alla 55ª posizione. È ritornato sulle scene musicali con l'LP Reflection, primo disco del rapper a esordire nella top ten britannica.

## Discografia

### Album in studio
- 2015 – The End of the Beginning
- 2017 – Different Cloth
- 2024 – Reflection

### EP
- 2024 – Hold Up (con Blade Brown)

### Mixtape
- 2011 – Skrapz Is Back I
- 2014 – Skrapz Is Back II
- 2014 – 80's Baby
- 2017 – Be Right Back

### Singoli
- 2017 – Enemies
- 2017 – Not like Me
- 2018 – Big Boy (con Wavy Boy Smith)
- 2019 – Rap Niggas (con Flyo e Suspect feat. Tiny Boost)
- 2020 – Daily Duppy Black Edition
- 2021 – Jumpout (con Nines)
- 2021 – If I Gotta Go (con George the Poet)
- 2023 – Normal
- 2023 – Check
- 2024 – Rocking Chair
- 2024 – Intro
- 2024 – Marathon Continues (con Kano)